# Reinhard A. Bitter

Reinhard Albert Bitter, 1973

Reinhard Albert Bitter (* 6. März 1906 in Hameln; † 5. Februar 1998  in Stadthagen) war von 1966 bis 1971 Ordentlicher Geschäftsführer des Beamtenheimstättenwerkes, Gemeinnützige Bausparkasse für den Öffentlichen Dienst GmbH, Berlin und Hameln. Er war Träger des Bundesverdienstkreuzes.

## Leben
Der Vater von Reinhard Albert Bitter, der Königliche Eisenbahnbetriebssekretär Wilhelm Chr. Bitter, verstarb ein halbes Jahr nach dessen Geburt. Deshalb fehlten  seinem Sohn nach dem Abitur an der Oberrealschule in Hameln 1925 die finanziellen Mittel für ein Studium. Stattdessen absolvierte er eine zweijährige kaufmännische Lehre bei der Firma Sinram & Wendt GmbH, Union Kleiderbügelfabrik in Hameln. Nebenher belegte er Handelshochschulkurse an der Leibniz-Akademie Hannover.
Er war schon während der Schulzeit begeisterter Ruderer beim Schülerruderclub RCOR Hameln, dem u. a. auch Hermann Klare angehörte. Nach der Schulzeit startete er für den RV „Weser“ Hameln von 1885 im Junior-Einer und mit anderen im Vierer und Achter bei Regatten des Nordwestdeutschen Regattaverbandes. 1985 erhielt er die Goldene Ehrennadel des Vereins.
Wegen der Weltwirtschaftskrise wanderte er 1929 in die USA aus, kehrte aber 1938 zurück und arbeitete bis zu seiner Einberufung zum Wehrdienst 1939 wieder bei der Sinram & Wendt GmbH. Im März 1945 geriet er in britische Kriegsgefangenschaft und war bis zur Entlassung im August Dolmetscher eines Lagerkommandanten, dessen Zeugnis ihm schon Ende 1945 Anstellungen bei der Britischen Armee und der Militärverwaltung in Springe und in Hameln (North German Timber Control) erleichterte.
Zum 1. Juli 1947 wechselte er als „Investigator“ zur  Vermögensbeaufsichtigung (der britischen Militärregierung) für den Stadt- und Landkreis Hameln-Pyrmont. Nach dem 1. Dezember 1947 übte er nach dem Gesetz Nr. 52,  Art. I,1 der Militärregierung über die Sperre und Überwachung von Vermögen die Funktion eines Treuhänders aus. Nach dem 1. Januar 1948 ging die Zuständigkeit auf das Niedersächsische Landesamt für die Beaufsichtigung gesperrten Vermögens (NLA) in Hannover  über und er wurde überwachender Treuhänder.
Er hatte zahlreiche Vermögen zu betreuen. Dazu gehörten unter anderen auch
- das Festgelände des Reichserntedankfestes auf dem  Bückeberg bei Hameln, welches Adolf Hitler, nachdem er es von mehreren Vorbesitzern „erworben“ hatte, der NSDAP schenkte.
- die Kinderkrankenanstalt der Betriebskrankenkasse der Berliner Verkehrsbetriebe (BVG), Bad Pyrmont
- das Schloss Pyrmont (Besitzer war Josias Erbprinz zu Waldeck und Pyrmont)
- seit dem 1. Dezember 1947 das Beamtenheimstättenwerk, Geschäftsstelle Hameln (ab 1933 Besitz des 1945 aufgelösten Reichsbundes der Deutschen Beamten). Berichtigte Bestallung vom 8. Mai 1950 für das „Beamtenheimstättenwerk, Organ zur Durchführung des Beamtenheimstättengesetzes, Beamtenbausparkasse GmbH., Zonenhauptverwaltung für die Westzonen Deutschlands (BHW)“ in Hameln.

Die gesperrten Vermögen wurden im Laufe der Zeit aus der Kontrolle entlassen. So beschloss auch am 17. März 1951 die Berliner Kommission für Ansprüche auf Vermögenswerte laut Kontrollratsdirektive Nr. 50 entsprechend dem ursprünglichen Stammkapital von 20.000 RM  je einen Geschäftsanteil des BHW in Höhe von 10.000 RM an den Deutschen Beamtenbund e. V., (Gewerkschaftsbund der Berufsbeamten) in Köln-Deutz und die Vermögens- und Treuhandgesellschaft des Deutschen Gewerkschaftsbundes GmbH in Düsseldorf als Nachfolger der Gründerorganisationen von 1928 zu übertragen. Der Beschluss der Kommission wurde am 22. März 1951 von der Britischen Militärregierung genehmigt und mit Wirkung zum 1. April 1951 vollzogen.
Bitter trat schon lange vorher in die Dienste des BHW. Er leitete zunächst die Kreditabteilung und wurde am 19. Dezember 1950 zum Prokuristen mit Beschränkung auf den Betrieb der Zweigniederlassung bestellt. Deshalb war er kurzfristig als Treuhänder abberufen, aber auf Wunsch der späteren neuen Gesellschafter sofort wieder eingesetzt worden. Die Beschränkung wurde am 11. Juni 1952 aufgehoben. 1953 wurde er zum stellvertretenden Geschäftsführer und am 1. Januar 1966 zum ordentlichen Geschäftsführer ernannt.
Während seiner Zeit als Treuhänder wurden gelegentlich aus den Aufsichtsbehörden Empfehlungen laut, Hameln zu verlassen oder Ärger über die Stadtverwaltung führte zu entsprechenden Willensäußerungen in der Geschäftsführung.  Noch 1951 gab es einen Versuch der Berliner Führungsgremien des BHW, die Zweigniederlassung Hameln zu schließen. Bitter setzte sich immer für den Verbleib der Zonenhauptverwaltung in Hameln ein.
Schon 1948 warnte Bitter auch energisch vor Plänen des (bis 1951) noch in Berlin tätigen Teils der Geschäftsführung, die Firma durch unbegrenzte Ausweitung des Kundenkreises und Fusion mit einer maroden öffentlichen Bausparkasse zu gefährden. Das BHW hätte dadurch nach seiner Auffassung die exklusive Stellung in Bezug auf den Öffentlichen Dienst und die damit verbundenen Vorteile verloren und keine so erfolgreiche Entwicklung gesehen. Zu diesen gehörte auch die Anfang der 1960er Jahre als einzigem deutschen Realkreditinstitut erteilte Genehmigung, Beamten der europäischen Behörden in den EWG-Ländern hypothekarisch gesicherte Darlehen zu gewähren. Die Vorteile gingen aber dann doch unter neuer Leitung ab etwa 1976 verloren, weil nach Ansicht des Berliner Bundesaufsichtsamtes für das Kreditwesen davon zunehmend übertriebener Gebrauch gemacht wurde. Schon 1939 hatten die öffentlichen Bausparkassen durch einen Antrag beim Reichswirtschaftsministerium versucht, sich diese Privilegien ebenfalls zu verschaffen. Vor allem dies Bemühen, „das Beamtenheimstättenwerk zu einer berufsständischen Bausparkasse zu gestalten“, wurde am 24. August 1971 bei der Verleihung des Bundesverdienstkreuzes 1. Klasse an R. A. Bitter hervorgehoben.
Gegen den Widerstand eines der Geschäftsführer  hatte Bitter 1954 maßgeblichen Anteil an der Einrichtung der Pensionskasse des BHW zur betrieblichen Altersversorgung der Belegschaft. (Diese darf nicht mit der 2003 als neuem Geschäftszweig gegründeten BHW Pensionskasse AG verwechselt werden.)
Zum 6. März 1971 wurde er mit einer Feierstunde in der Weserbergland-Festhalle in Hameln pensioniert. In der Vorhalle des Bürogebäudes in der Lubahnstraße 2 wurde sein von Oswald Petersen 1971 gemaltes Porträt aufgehängt.
Er ist in der Grabstelle der Familie auf dem Friedhof  Deisterstraße in Hameln beerdigt.

## Ehrungen
- Bundesverdienstkreuz 1. Klasse